# Chace Crawford
Christopher Chace Crawford (Lubbock, Texas, 1985. július 18. –) amerikai színész.
A Gossip Girl – A pletykafészek című tévésorozatból ismert, melyben Nate Archibaldot alakítja.

## Fiatalkora
Crawford a Texas állami Lubbockban született, és az ugyanazon állami Planóban nevelkedett. Szülei Chris, bőrgyógyász, és Dana, tanárnő. Van egy húga, Candice Crawford, aki korábban szépségkirálynő volt. Négy évig a Minnesota állami Bloomingtonban élt, aztán a Trinity Keresztény Akadémián érettségizett. Középiskola után a Kalifornia állami Malibuba költözött, ahol a Pepperdine Egyetemre járt, és újságírónak tanult.

## Pályafutása

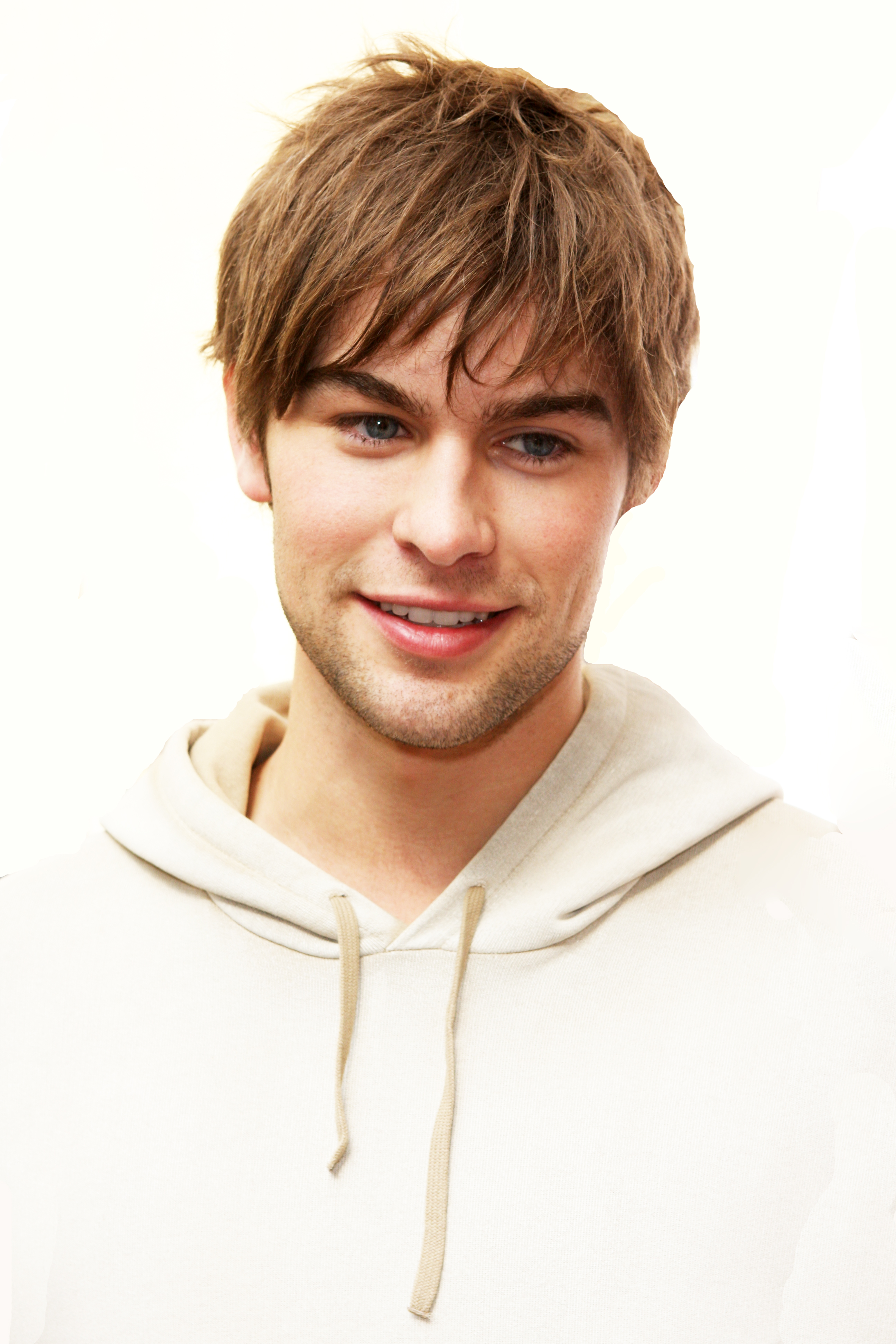
2008 áprilisában

Crawford első szerepét 2006-ban kapta a Megrendezett halál (Long Lost Son) című tévéfilmben. Ezután 2006 és 2008 között szerepelt A testvériség (The Covenant), a Loaded és a The Haunting of Molly Hartley című filmekben.
2007-ben Crawford megkapta Nate Archibald szerepét a Gossip Girl – A pletykafészek című sorozatban. A tinidrámában nyújtott alakításáért nyert három Teen Choice-díjat: 2008-ban mint a legjobb új férfi szereplő, majd 2009-ben és 2010-ben mint a legjobb férfi szereplő drámai tévésorozatban.
Crawford Leona Lewis brit énekesnő barátját alakította az „I Will Be" című számának videóklipjében. A videót 2009 januárjában adták ki. Crawford ugyanabban az évben a People magazin által „A nyár legszexibb agglegénye" címet kapta. Részt vett a Do Something szervezet Teens for Jeans kampányában.
2010-ben egy White Mike nevű drogdílert alakított a Twelve című filmben, melyet Joel Schumacher rendezett. A filmet, melynek alapjául Nick McDonell regénye szolgált, 2010. január 31-én a Sundance Filmfesztiválon mutatták be. Crawford szerepelt a 2011-es Peace, Love, & Misunderstanding című filmben Jeffrey Dean Morgan, Jane Fonda és Catherine Keener mellett.
2012-ben játszani fog a Responsible Adults című romantikus vígjátékban Katie Holmes oldalán. A film egy 30 éves nőről fog szólni, aki beleszeret egy nála fiatalabb férfiba, és később kiderül, hogy a nő régebben a férfi bébiszittere volt. Szerepelni fog szintén 2012-ben Pierce Brosnan oldalán a The House Gun című filmben, amely Nadine Gordimer nobel-díjas író könyvén alapul. Crawford Brosnan karakterének fiát fogja alakítani.

## Magánélete
Crawford és Carrie Underwood énekes 2007 októberében kezdtek randevúzni. 2008 áprilisában szakítottak.
2010. június 4-én Crawfordot marihuána birtoklásával vádolták Texasban. A rendőrség szerint Crawfordot egy álló kocsiban tartóztatták le kevesebb mint két uncia marihuána birtoklása miatt. Crawford azt állította, hogy ártatlan, és csak rosszkor volt rossz helyen. 2011-ben beszámoltak arról, hogy ejtették a vádakat, viszont a színésznek teljesítenie kellett bizonyos feltételeket, mint például 24 órás közösségi munkát kellett végeznie, és 12 hónapig havonta jelentkeznie kellett egy pártfogó felügyelőnél.

## Filmográfia

### Film
| Év   | Magyar cím                              | Eredeti cím                          | Szerep                | Magyar hang   |
| ---- | --------------------------------------- | ------------------------------------ | --------------------- | ------------- |
| 2006 | A testvériség                           | The Covenant                         | Tyler Simms           | Szente Vajk   |
| 2008 |                                         | Loaded                               | Hayden Price          |               |
| 2008 | Molly Hartley kísértése                 | The Haunting of Molly Hartley        | Joseph Young          |               |
| 2010 | 12 – A romlás napjai                    | Twelve                               | Fehér Mike            | Szabó Máté    |
| 2011 | Béke, szerelem és félreértés            | Peace, Love, & Misunderstanding      | Cole                  | Fehér Tibor   |
| 2012 | Várandósok – Az a bizonyos kilenc hónap | What to Expect When You're Expecting | Marco                 | Szatory Dávid |
| 2014 |                                         | Mountain Men                         | Cooper Pollard        |               |
| 2015 |                                         | Cry for Fear                         | Mike                  |               |
| 2016 |                                         | Undrafted                            | Arthur Barone         |               |
| 2016 |                                         | Eloise                               | Jacob Martin          |               |
| 2016 | Kivétel és szabály                      | Rules Don't Apply                    | fiatal színész        |               |
| 2017 | Párosan szép az élet?                   | I Do... Until I Don't                | Egon                  |               |
| 2018 |                                         | All About Nina                       | Joe                   |               |
| 2018 |                                         | Charlie Says                         | Tex Watson            |               |
| 2019 |                                         | Nighthawks                           | Stan                  |               |
| 2020 | Örökség                                 | Inheritance                          | William Monroe        |               |
| 2021 | Belle: A sárkány és a szeplős hercegnő  | Belle                                | Justin (angol hangja) |               |

### Televízió
| Év        | Magyar cím                    | Eredeti cím                   | Szerep                               | Megjegyzések                         |
| --------- | ----------------------------- | ----------------------------- | ------------------------------------ | ------------------------------------ |
| 2006      | Megrendezett halál            | Long Lost Son                 | Matthew Williams / Mark Halloran     | tévéfilm                             |
| 2007–2012 | Gossip Girl – A pletykafészek | Gossip Girl                   | Nate Archibald                       | főszereplő                           |
| 2008–2010 | Family Guy                    | Family Guy                    | több szereplő hangja                 | 4 epizód                             |
| 2009      |                               | Cavalcade of Cartoon Comedy   | ismeretlen szinkronhang              | 1 epizód                             |
| 2009      | Robotcsirke                   | Robot Chicken                 | John Connor (hangja)                 | 1 epizód                             |
| 2014      | Glee – Sztárok leszünk!       | Glee                          | Biff McIntosh                        | 1 epizód                             |
| 2015      |                               | Blood & Oil                   | Billy LeFever                        | főszereplő                           |
| 2017      | Alkalmi                       | Casual                        | Byron                                | 2 epizód                             |
| 2019–     | A fiúk                        | The Boys                      | Kevin Moskowitz / A Mélység          | főszereplő magyar hangja Fehér Tibor |
| 2021      | Saturday Night Live           | Saturday Night Live           | önmaga                               | 1 epizód                             |
| 2022      | A Fiúk ördögi oldala          | The Boys Presents: Diabolical | Kevin Moskowitz / A Mélység (hangja) | 1 epizód                             |
| 2023      | V generáció                   | Gen V                         | Kevin Moskowitz / A Mélység          | 1 epizód magyar hangja Fehér Tibor   |

## Díjak és jelölések
Gossip Girl – A pletykafészek
- Teen Choice-díj: Legjobb új férfi szereplő (televízió) (2008)
- Teen Choice-díj: Legjobb férfi szereplő (drámai tévésorozat) (2009, 2010)
- Jelölés—Teen Choice-díj: Legjobb férfi szereplő (drámai tévésorozat) (2008)
- Jelölés—Teen Choice-díj: Legszexibb férfi szereplő (2008)